# Anaxarcha tianmushanensis
Anaxarcha tianmushanensis är en bönsyrseart som beskrevs av Zheng 1985. Anaxarcha tianmushanensis ingår i släktet Anaxarcha och familjen Hymenopodidae. Inga underarter finns listade i Catalogue of Life.